# لاري موريس
لاري موريس (بالإنجليزية: Larry Morris)‏ هو لاعب كرة قدم أمريكية أمريكي، ولد في 27 فبراير 1962 في فورت براغ ‏ في الولايات المتحدة.

## وصلات خارجية
- لاري موريس على موقع مرجع كرة القدم المحترفة.كوم (الإنجليزية)
- لاري موريس على موقع كلية كرة القدم في سبورتس رفرنس.كوم (الإنجليزية)